# Miniatyrbullterrier
För andra betydelser, se Bullterrier (hundrastyp).
Miniatyrbullterrier är en hundras från Storbritannien. Den är en terrier av bulldoggstyp. Miniatyrbullterriern har samma rasstandard som bullterriern, men korsning mellan dem är inte tillåten. Små varianter av bullterrier har förmodligen förekommit lika länge som den större varianten, men de försvann från stamboken 1918. Först 1938 bildades en rasklubb och rasen erkändes av den brittiska kennelklubben the Kennel Club. Under 1800-talet fanns en mindre variant av bullterrier kallad Cheshireterrier som sedan länge är utdöd. Det är inte känt hur denna förhöll sig till miniatyrbullterriern.